# Eric Liddell
Eric Henry Liddell, född 16 januari 1902 i Tianjin i Kina, död 21 februari 1945 i Weihsien i Kina, var en brittisk friidrottare och missionär.
Liddell blev olympisk mästare på 400 meter vid sommarspelen 1924 i Paris.
Liddells och Harold Abrahams segrar i Paris 1924 ligger till grund för den Oscarsbelönade spelfilmen Triumfens ögonblick.
Liddell föddes i Kina eftersom hans föräldrar var missionärer där och han återvände till Kina 1925 för att själv arbeta som missionär i landet, trots den oroliga politiska situationen. När det andra kinesisk-japanska kriget inleddes valde han att stanna kvar. 1943 internerades han och andra missionärer ur Kinesiska inlandsmissionen i ett japanskt interneringsläger i Weihsien, där han avled av en hjärntumör bara några månader före krigsslutet.